# Etty Hillesum
Ester "Etty" Hillesum (Middelburg, 15 de enero de 1914 - Auschwitz, 30 de noviembre de 1943) fue una joven judía neerlandesa que mantuvo un diario durante la Segunda Guerra Mundial.
Etty escribió un diario entre los años 1941 y 1943, que testimonia su propio fin en un campo de concentración de Auschwitz. Se parece al diario de Ana Frank, pero escrito por una mujer de 27 años.
El libro tuvo gran resonancia en Países Bajos y es considerado un documento de gran valor. Ha sido traducido a varios idiomas.

## Infancia y juventud
Su nombre era Ester y había nacido el 15 de enero de 1914 en Middelburg, donde su padre, el doctor Louis Hillesum, enseñaba lenguas clásicas. Luego se trasladaron a Tiel, a Winschoten y finalmente, en 1924 se establecieron en Deventer, pequeña ciudad de la Holanda oriental. Tenía dos hermanos varones, Mischa (nacido en 1920) y Jaap (nacido en 1916).
El padre de Etty era un gran estudioso. Su esposa, Rebeca Bernstein, nacida en Rusia, había escapado a Países Bajos tras el llamado «enésimo pogromo». Según su hija, era una mujer pasional, caótica y distinta del marido en casi todo.
Etty y sus hermanos eran muchachos muy inteligentes y dotados. En los años de Deventer la orientación de Etty no estaba todavía bien definida. Era una muchacha brillante, intensa, que tenía la pasión de la lectura y del estudio de la filosofía. Mischa era un músico genial que a los 6 años tocaba Beethoven en público. Para muchos era considerado uno de los pianistas más prometedores de Europa. El más joven, Jaap, era estudiante de medicina.

## Estallido de la guerra
Etty, en Ámsterdam, obtuvo su primer diploma en jurisprudencia, y luego se inscribió en la facultad de lenguas eslavas. Cuando comenzó a estudiar psicología, estalló la guerra.
El 15 de julio de 1942, gracias al interés de algunos amigos, Etty encontró trabajo como dactilógrafa en una de las secciones del Consejo Hebraico. Como en otros territorios ocupados, esta organización había nacido bajo la presión de los alemanes y actuaba de puente entre los nazis y la población judía.

## En el campo de concentración
Desde agosto de 1942 hasta el fin de septiembre de 1943, Etty se ofreció voluntaria para trabajar como asistente y enfermera en el campo de concentración de Westerbork, como enviada del Consejo. Gracias a un permiso especial de viaje, pudo volver una docena de veces a Ámsterdam. Actuó como correo de la resistencia y llevaba consigo cartas y mensajes de los prisioneros, además de recoger medicinas para llevar al campo. Se sentía solidaria con la persecución sufrida por los demás judíos y así comienza un camino de interiorización que expresa con gran profundidad en sus diarios:

Viernes (…) Y ahora parece que los judíos no podrán más entrar en los negocios de fruta y verdura, que deberán entregar sus bicicletas, que no podrán subir más a los tranvías ni salir de la casa después de las 8 de la noche. Sí, me siento deprimida por estas disposiciones; esta mañana, por un momento, las he advertido como una amenaza plomiza, que buscaba sofocarme, pero no es por la disposición en sí. Me siento simplemente muy triste, y entonces esta tristeza busca confirmación. No son nunca las circunstancias exteriores, es siempre el sentimiento interior –depresión, inseguridad, etc.– que da a estas circunstancias una apariencia triste o amenazante. En mi caso, funciona siempre del interior al exterior, nunca viceversa. A menudo las disposiciones más amenazadoras –y son muchas actualmente– van a quebrarse contra mi seguridad y confianza interior, y una vez resuelta dentro de mí, pierden mucho de su carga temerosa.
Etty Hillesum, 12 de junio de 1942

Su salud era a menudo pésima, y una de sus licencias la pasó en el hospital de Ámsterdam. Ante la barbarie, Etty se refugia en la religión, especialmente en la oración:

Las amenazas y el terror crecen día a día. Me cobijo en torno a la oración como un muro oscuro que ofrece reparo, me refugio en la oración como si fuera la celda de un convento; ni salgo, tan recogida, concentrada y fuerte estoy. Este retirarme en la celda cerrada de la oración, se vuelve para mí una realidad siempre más grande, y también un hecho siempre más objetivo. La concentración interna construye altos muros entre los cuales me reencuentro yo misma y mi totalidad, lejos de todas las distracciones. Y podré imaginarme un tiempo en el cual estaré arrodillada por días y días, hasta no sentir los muros alrededor, lo que me impedirá destruirme, perderme y arruinarme.
Etty Hillesum, 18 de mayo de 1942

## Prisionera
Mientras seguía aumentando el número de deportaciones de civiles judíos en 1943, Etty llegó a la conclusión de que la prisión era inevitable y se negó a aceptar los escondites que se le ofrecieron. Se entregó a las SS el 6 de junio de 1943, junto a sus padres y hermanos. La última parte del diario fue escrita después del primer mes en prisión en el campo de Westerbork. Algunas de las últimas frases dicen:

Quisiera vivir muchos años, para poder explicarlo posteriormente. Mas si no se me concede este deseo, otro lo hará, otro continuará viviendo mi vida, desde donde terminó.
Etty Hillesum

Si llegase a sobrevivir esta etapa, surgiré como un ser más sabio y profundo. Mas si sucumbo, moriré como un ser más sabio y profundo.
Etty Hillesum

Etty dejó sus diarios a unos amigos, con los que también mantuvo una larga correspondencia durante su encarcelamiento en Westerbork. En una de las cartas afirma:

Jopie, Klaas, mis queridos amigos: desde mi litera, que es la tercera en alto, quiero rápidamente desencadenar una verdadera orgía de cartas, dentro de pocos días tendremos un límite a toda nuestra correspondencia, yo me volveré oficialmente "residente en el campo" y podré mandar sólo una carta cada 2 semanas y deberé entregarla abierta. Y hay todavía algunas cosas de las cuales quiero hablar con Uds. ¿Es cierto que he escrito una carta tan desalentadora? Casi no llego a creerlo. Es cierto que hay momentos en que uno cree verdaderamente no poder seguir más adelante. Pero después siempre se va adelante, también esto se aprende con el tiempo; pero el paisaje que tenemos alrededor aparece de improviso mutado, el cielo se vuelve bajo y negro, nuestro modo de sentir la vida sufre grandes mutaciones y nuestro corazón se vuelve completamente gris y milenario. Pero no es siempre así. Un ser humano es una cosa bien singular. La miseria que reina aquí es verdaderamente indescriptible. En las grandes barracas se vive como topos en una cloaca.
Etty Hillesum, 3 de julio de 1943

Este intercambio terminó con una tarjeta postal con fecha del 7 de septiembre de 1943, arrojada desde un camión de ganado, que describe la repentina inclusión de ella y su familia en un transporte hacia Auschwitz, que salió con 987 reclusos, incluidos 170 niños. La postal se despide con estas palabras: «Me esperaréis, ¿verdad?».

## Ejecución
Se conocen ocho personas que sobrevivieron a este transporte. Los padres de Etty fueron gaseados a su llegada, el 10 de septiembre de 1943. La muerte de Etty está registrada en un informe de la Cruz Roja del 30 de noviembre de 1943, y la de su hermano Mischa el 31 de marzo de 1944. Jaap, que había sobrevivido, falleció el 17 de abril de 1945 en Lubben, mientras retornaba a Países Bajos.

## Los diarios
Los diarios de Etty fueron publicados por primera vez el 1 de octubre de 1981, 38 años después de su muerte. Años después se publicó el diario completo y las cartas escritas en el campo de Westerbork. El libro se convirtió rápidamente en todo un éxito en Países Bajos, especialmente al tratarse de una persona que eligió voluntariamente la deportación, una judía que se solidariza con los demás perseguidos.
Etty, al sentir que no volvería, había pedido a su amiga María Tuinzing que conservara sus diarios y los diera a conocer luego de que la guerra hubiese terminado, a Klaas Smelik y a la hija de este, Johanna. Klaas Smelik era el único escritor que conocía, y esperaba que él le habría de encontrar un editor.
La singularidad de su testimonio radica en su valor humano, ético y trascendental, muy influenciado por el escritor Rainer Maria Rilke. En todos sus textos puede percibirse la afirmación indefectible de la vida: «Me doy cuenta que dondequiera que haya seres humanos, hay vida».

## El camino interior
El 3 de febrero de 1941 comienza una terapia con el quirólogo Julius Spier, judío berlinés que está refugiado en los Países Bajos para huir del nazismo. Es cuando Etty, aconsejada por Spier, empieza a escribir su diario. En este diario, Etty evoca su evolución espiritual a través de una mirada profunda hacia su interior.
En palabras de Benedicto XVI (en su primera audiencia general de los miércoles después de su renuncia):

Pienso también en la figura de Etty Hillesum, una joven neerlandesa de origen judío que morirá en Auschwitz. Inicialmente lejos de Dios, le descubre mirando profundamente dentro de ella misma y escribe: «Un pozo muy profundo hay dentro de mí. Y Dios está en ese pozo. A veces me sucede alcanzarle, más a menudo piedra y arena le cubren: entonces Dios está sepultado. Es necesario que lo vuelva a desenterrar» (Diario, 97). En su vida dispersa e inquieta, encuentra a Dios precisamente en medio de la gran tragedia del siglo XX, la Shoah. Esta joven frágil e insatisfecha, transfigurada por la fe, se convierte en una mujer llena de amor y de paz interior, capaz de afirmar: «Vivo constantemente en intimidad con Dios».
Benedicto XVI, 13 de febrero de 2013

## Legado

### Cine
El convoy, dirigida por André Bossuroy y estrenada en 2009, es una road-movie (‘película de carretera’) que sigue a Alexandra y Florian, dos estudiantes neerlandeses que viajan por las carreteras de Europa en busca de las discriminaciones que aún asuelan las sociedades europeas, sintiéndose inspiradas por la lectura del diario íntimo de Etty Hillesum, escrito en Ámsterdam entre 1941 y 1943.

### Fundación Etty Hillesum
Gracias a la inspiración de Etty Hillesum, en Colombia se formó y creció una fundación, organizada por un grupo de profesionales de teología, medicina y psicología conmovidos por el diario de Etty Hillesum, quienes se reunieron para constituir un espacio de estudio, formación, sanación y acompañamiento dirigido a personas y comunidades en situación de adversidad. La Fundación Etty Hillesum Colombia orienta así sus esfuerzos con el propósito de "rescatar y resignificar ‘lo humano’ que somos y deseamos conquistar".